# Susianna Kentikian
Susianna „Susi“ Kentikian (armenisch Սյուզաննա (Սյուզի) Լևոնի Կենտիկյան / Sjusanna (Sjusi) Lewoni Kentikjan; russisch Сюзанна (Сюзи) Левоновна Кентикян / Sjusanna (Sjusi) Lewonowna Kentikjan; * 11. September 1987 in Jerewan, Armenische SSR, Sowjetunion) ist eine deutsche Boxsportlerin armenischer Abstammung.
Sie wurde 2007 Weltmeisterin im Fliegengewicht. Von Oktober 2009 bis Mai 2012 war sie dreifache Weltmeisterin im Fliegengewicht – nämlich nach Version der World Boxing Association (WBA), der World Boxing Organization (WBO) und der Women’s International Boxing Federation (WIBF). Kentikian ist mit bis zu 400 Schlägen pro Minute die schnellste Boxerin der Welt.

## Leben
Susianna Kentikian verließ im Alter von fünf Jahren gemeinsam mit ihren Eltern und ihrem Bruder Armenien, weil dort die Einberufung ihres Vaters zum Militärdienst im damals umkämpften Bergkarabach drohte. Die Familie zog zunächst in ein Wohnheim nach Berlin, begab sich dann jedoch wegen der dort vorherrschenden Gewalt und fehlender Deutschkenntnisse nach Moldawien und später nach Russland, wo Kentikian kurzzeitig die Schule besuchte. Im Jahr 1996 kehrte die Familie nach Deutschland zurück und zog nach Hamburg. Kentikian lebte zunächst auf der Bibby Altona, einem Wohnschiff für Asylbewerber, und danach mit Eltern und Bruder in einem Asylbewerberheim. Ihr Aufenthaltsstatus blieb lange unsicher; erst ihr Profivertrag für drei Jahre sicherte ihr und ihrer Familie im Jahr 2005 ein dauerhaftes Bleiberecht.
Neben dem Schulbesuch begann Kentikian im Alter von 16 Jahren, in einem Fitnessstudio als Reinigungskraft zu arbeiten, um ihre Familie finanziell zu unterstützen. Im Sommer 2006 machte sie an einer Berufsfachschule für Ernährung und Hauswirtschaft den Realschulabschluss und erhielt im Juni 2008 die deutsche Staatsbürgerschaft. Sie stellte einen Antrag auf Genehmigung einer doppelten Staatsbürgerschaft, um ihre armenische Staatsangehörigkeit zu behalten (bis Juni 2024 war eine Einbürgerung in Deutschland grundsätzlich nur bei Verzicht auf die bisherige Staatsangehörigkeit möglich).
Kentikian lebt heute zusammen mit ihrer Familie in einer Wohnung in der Nähe ihres Hamburger Boxstalls.

## Amateurkarriere
Mit zwölf Jahren entdeckte Kentikian ihre Begeisterung für das Boxen, nachdem sie ihren Bruder einmal zum Training begleitet hatte. Sie begann selbst mit regelmäßigem Training und erklärte, das Boxen habe ihr die Gelegenheit geboten, private Schwierigkeiten für kurze Zeit zu vergessen: „Ich konnte alles rauslassen, die ganze Energie. Wenn man so viele Probleme hat wie wir, dann braucht man so was.“
Zwischen 2001 und 2004 war Kentikian Hamburger Juniorenmeisterin. Als Amateurin wurde sie 2003 und 2004 außerdem norddeutsche Juniorenmeisterin im Regionalverband. Im Oktober 2004 errang sie ihren wichtigsten Titel bei den Amateuren, die Deutsche Meisterschaft der Juniorinnen. Mit wachsendem Erfolg wurde es für Kentikian zunehmend schwieriger, Gegnerinnen im Amateurbereich zu finden. Der Status als geduldete Asylbewerberin verbot ihr, außerhalb Hamburgs zu boxen, was ihre Situation erschwerte. Während ihrer Amateurzeit erzielte Kentikian eine Bilanz von 24 Siegen bei einer Niederlage. Später erklärte sie diese mit ihrem Übereifer, da sie trotz gesundheitlicher Probleme zu jenem Kampf angetreten sei. Ihr aggressiver Kampfstil mit schnellen Kombinationen und ihr Bestreben, die Gegnerin bis zum Knockout zu attackieren, brachte ihr den Kampfnamen „Killer Queen“ ein; das gleichnamige Lied Killer Queen der Rockband Queen diente ihr häufig als Einmarschmusik.

## Profikarriere
Während eines Schaukampfes im Rahmen der WM-Ausscheidung der Amateure wurde Kentikian für die Profis entdeckt. Zu Beginn des Jahres 2005 unterschrieb sie einen Drei-Jahres-Vertrag mit dreijähriger Option beim Hamburger Boxstall Spotlight Boxing, einem Schwesterunternehmen der Universum Box-Promotion. Sie wird dort seitdem vom Universum-Trainer Magomed Schaburow betreut. Kentikian begann ihre Profikarriere am 15. Januar 2005 mit einem einstimmigen Punktsieg über die Bulgarin Iliana Boneva im Vorprogramm eines Weltmeisterschaftskampfs von Regina Halmich. In den folgenden 14 Monaten gewann Kentikian elf weitere Aufbaukämpfe, davon neun vorzeitig, und machte mit ihrer für das Frauenboxen – insbesondere in den unteren Gewichtsklassen – ausgesprochen hohen K.-o.-Quote auf sich aufmerksam. Am 25. Juli 2006 besiegte Kentikian Daniela Graf einstimmig nach Punkten und errang damit ihren ersten Profi-Titel, die Internationale Deutsche Meisterschaft im Fliegengewicht. In ihrem ersten internationalen Titelkampf am 9. September 2006 gewann sie die WIBF InterContinental Meisterschaft im Fliegengewicht; sie bezwang die US-Amerikanerin Maribel Zurita nach technischem K. o. in der vierten Runde, nachdem Zurita wegen einer Platzwunde an der linken Augenbraue aus dem Kampf genommen worden war.

### 2007
Am 16. Februar 2007 bestritt Kentikian in Köln nach 14 gewonnenen Profikämpfen ihre erste Weltmeisterschaft. Sie besiegte Carolina Alvarez aus Venezuela durch technischen K. o. in der neunten Runde und errang damit den vakanten Weltmeistertitel des Verbandes WBA im Fliegengewicht. Der Kampf, der gleichzeitig ihren ersten Auftritt als Hauptkämpferin darstellte und erstmals live von ProSieben übertragen wurde, entwickelte sich nach einer zunächst ausgeglichenen ersten Runde klar zu Gunsten von Kentikian, und der Ringrichter brach das Gefecht wegen allzu großer Überlegenheit zum Schutz der stark gezeichneten Alvarez in Runde neun ab. Bereits sechs Wochen später, am 30. März 2007, kämpfte Kentikian in ihrer ersten Titelverteidigung im Rahmenprogramm des Schaukampfes zwischen Regina Halmich und Stefan Raab vor 19.500 Zuschauern in der Kölnarena. Dabei gewann sie gegen María José Núñez aus Uruguay durch technischen K. o. in der dritten Runde. Kentikian schickte ihre deutlich unterlegene Gegnerin in Runde zwei zu Boden und der Ringrichter beendete den Kampf eine Runde später, als Núñez nach mehreren schweren Treffern nur noch von den Ringseilen auf den Beinen gehalten wurde.

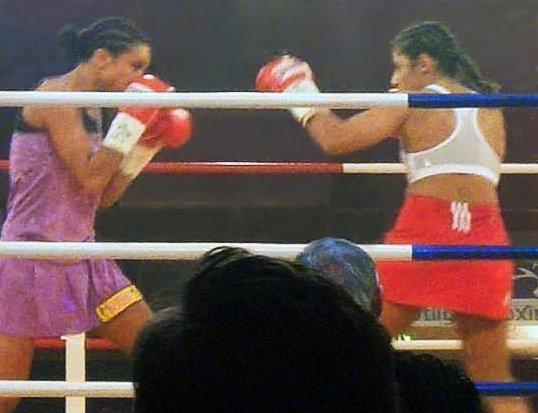
Kentikian (rechts) im Rückkampf mit Nadia Hokmi, Dezember 2007

In ihrem nächsten Titelkampf stand sie am 25. Mai 2007 in Köln der Französin Nadia Hokmi gegenüber. Die Gegnerin erwies sich als erster harter Prüfstein in Kentikians Profikarriere und Hokmi gelang es, das Gefecht äußerst ausgeglichen zu gestalten. Nach schwächerem Beginn konnte die Französin mit Hilfe ihres deutlichen Größen- und Reichweitenvorteils besonders in der zweiten Kampfhälfte Runden für sich entscheiden und Kentikian gewann erstmals nur infolge einer geteilten 2:1 Punktentscheidung. Der Kampf wurde von der Frauenboxsportseite Womenboxing.com unter die fünf „Top Fights“ des Jahres gewählt. Am 7. September 2007 verteidigte sie ihren Titel im Burg-Wächter Castello in Düsseldorf gegen die Britin Shanee Martin und besiegte diese durch technischen K. o. in der dritten Runde. Kentikian dominierte Martin von Anfang an klar und der Ringrichter brach den Kampf nach einem Niederschlag in Runde drei ab.
Nachdem die langjährige WIBF-Weltmeisterin Regina Halmich eine Woche zuvor ihre Karriere beendet hatte, vereinigte Kentikian am 7. Dezember 2007 in ihrer Heimatstadt Hamburg ihren WBA-Weltmeistertitel mit dem nach Halmichs Rücktritt vakanten Titel der WIBF. Dabei traf Kentikian in einem Rückkampf erneut auf Nadia Hokmi. Die Französin erwies sich wie schon sechs Monate zuvor als harte Gegnerin und der Kampf verlief ähnlich ihrem ersten Aufeinandertreffen. Wieder konnte Kentikian die ersten Runden für sich entscheiden, während Hokmi mit zunehmender Dauer besser zum Zuge kam und insgesamt ein ausgeglichener Kampf entstand. Diesmal sahen die Punktrichter Kentikian allerdings einstimmig als Gewinnerin.

### 2008

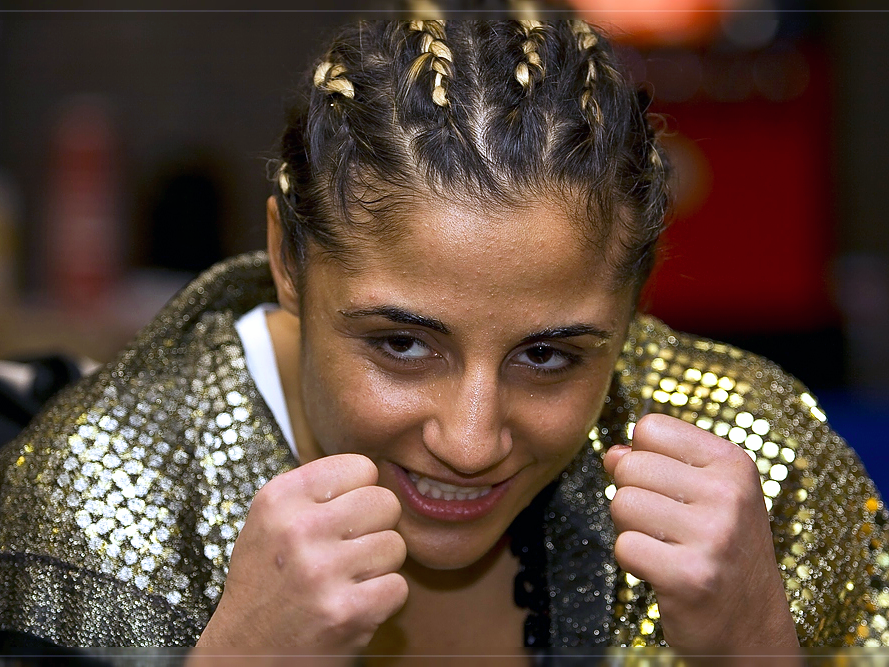
Kentikian vor ihrem Kampf gegen Sarah Goodson am 29. Februar 2008

Durch einen Sieg nach technischem K. o. in der dritten Runde gegen die Philippinin Sarah Goodson verteidigte sie am 29. Februar 2008 in Hamburg ihren Status als Doppelweltmeisterin. Goodson, die zuvor fast ausschließlich in niedrigeren Gewichtsklassen antrat, erwies sich von Beginn an als chancenlos und wurde vom Ringrichter in der dritten Runde aus dem Kampf genommen. Bei ihrer nächsten Titelverteidigung am 10. Mai 2008 in Halle besiegte Kentikian die US-Amerikanerin Mary Ortega durch technischen K. o. in der ersten Runde. Ortega ging nach rechten Geraden zwei Mal zu Boden und als Kentikian ihre Gegnerin erneut an den Ringseilen gestellt hatte, brach der Ringrichter den Kampf kurz vor Ende der ersten Runde ab. Das schnelle Aus kam überraschend, da Ortega im Vorfeld als starke Boxerin galt und unter anderem bereits gegen die damalige WIBA-Weltmeisterin Elena Reid trotz einer Punktniederlage überzeugen konnte.
Kentikian verteidigte ihre beiden Weltmeistertitel erneut am 29. August 2008 gegen die Israelin Hagar Finer, der letzten Gegnerin Regina Halmichs bei deren Abschied. Der Kampf im Düsseldorfer Burg-Wächter Castello entwickelte sich nach ausgeglichener erster Runde zunächst zu Gunsten von Finer, die während der ersten Kampfeshälfte die eindeutigeren Aktionen zeigte. Ab Runde fünf kam Kentikian besser zum Zuge und landete die klareren Treffer. Sie gewann das zum Teil unsaubere Gefecht letztlich einstimmig nach Punkten. In ihrem darauf folgenden Titelkampf traf Kentikian am 5. Dezember 2008 in Halle auf die amtierende russische GBU-Weltmeisterin Anastassija Toktaulowa, deren Titel jedoch nicht auf dem Spiel stand. Kentikian gelang es, ihre Gegnerin über weite Strecken des taktisch geführten Kampfes von der Ringmitte aus zu kontrollieren und erzielte einen einstimmigen Punktsieg. Im Dezember 2008 wurde sie vom Fachmagazin BoxSport erstmals zu Deutschlands Boxerin des Jahres gekürt.

### 2009
Am 20. März 2009 verteidigte Kentikian in Hamburg ihre Weltmeistertitel gegen die US-Amerikanerin Elena Reid einstimmig nach Punkten. Die Amerikanerin, die nach zwei umstrittenen Gefechten mit Regina Halmich 2004 und 2005 in Deutschland bereits für Aufsehen sorgte und neben Boxen auch zwei Mixed-Martial-Arts-Kämpfe bestritten hatte, blieb von Beginn an ungewohnt passiv und wurde von Kentikian klar kontrolliert. Auf den offiziellen Punktzetteln gewann Reid letztlich keine Runde.
Nachdem ProSieben und Spotlight Boxing ihre Zusammenarbeit zwei Monate zuvor beendet hatten, wurde Kentikians zweiter Kampf des Jahres am 4. Juli 2009 erstmals im ZDF übertragen. Dabei verteidigte sie ihre Titel in der Hamburger Color Line Arena erfolgreich gegen die Argentinierin Carolina Gutierrez Gaite, der WBA-Interims-Weltmeisterin im Superfliegengewicht. Kentikian dominierte ihre Gegnerin über die gesamte Kampfdauer deutlich und erzielte ein einstimmiges Punkturteil, bei dem sie jede Runde für sich entschied.

### 2010
Am 24. April 2010 boxte Kentikian in Hamburg gegen die bis dahin in 12 Kämpfen ungeschlagene Nadia Raoui (D) um die Titel der Verbände WIBF, WBA sowie WBO und gewann durch eine umstrittene Punkteentscheidung (96-95,94-96,94-96). Der UBPboxing-Moderator gab nach der Bekanntgabe der Siegerin mit der Aussage „This defeat will be hard to swallow“ seiner Skepsis gegenüber dem Kampfrichterurteil Ausdruck. Junge Medien Hamburg schreibt über den Kampfverlauf: „Nach vollen zehn Runden entscheiden die Punktrichter 2:1 für ‚Killer Queen‘ Susi Kentikian. War das fair? Boxexperten waren da durchaus geteilter Meinung und vom Hamburger Publikum gab es sogar vereinzelte Pfiffe.“
Dank eines technischen Unentschiedens verteidigte Kentikian am 17. Juli 2010 erfolgreich ihren Titel im Fliegengewicht gegen Arely Mucino. Der Kampf musste in der dritten Runde nach 24 Sekunden abgebrochen werden. Ein Kopfstoß durch die Mexikanerin löste bei Kentikian eine Platzwunde aus, deren Blutung nicht durch den Ringarzt gestillt werden konnte.

### 2011
Im März 2011 wechselte Kentikian zum SES-Boxstall des Managers Ulf Steinforth nach Magdeburg. Universum hatte sich bereits im Vorjahr vom TV-Partner ZDF getrennt. So wurde es für Kentikian unmöglich, weitere Kämpfe medienwirksam zu bestreiten.
Kurzfristig absolvierte sie bereits am 26. März 2011, im Gym ihres ehemaligen Arbeitgebers Universum in Hamburg, einen Kampf gegen die Mexikanerin Ana Arrazola. Der Fight wurde durch Bild.de im Internet live übertragen. Kentikian konnte dabei erfolgreich ihren WIBF-Titel über 10 Runden erneut per einstimmiger Punktwertung verteidigen.

### 2012
Im März 2012 boxte Kentikian 10 Runden gegen die US-Amerikanerin Melissa McMorrow. Durch die Niederlage nach Punkten verlor Kentikian ihre drei Meistertitel (WBA, WBO und WIBF).
Am 1. Dezember 2012 verlor Kentikian in Düsseldorf gegen die US-Amerikanerin Carina Moreno umstritten nach Punkten. Somit wurde Moreno neue Weltmeisterin des vakanten WBA-Weltmeistertitels im Fliegengewicht.

### 2013
Am 1. Februar 2013 boxte Kentikian in Düsseldorf gegen Sanae Jah und gewann den Interim-WBA-Weltmeistertitel. Am 7. Juni 2013 besiegte Kentikian Carina Moreno und am 7. Dezember 2013 Simona Galassi, wodurch sie jeweils den WBA-Interims-Titel im Fliegengewicht Weiblich verteidigte.

### 2014
Am 31. Mai 2014 besiegte Kentikian Dan-Bi Kim mit TKO und verteidigte den WBA-Interimstitel im Fliegengewicht weiblich. Am 8. November 2014 besiegte Kentikian Naoko Fujioka und verteidigte erneut ihren Titel.

### 2015
Nach fast einjähriger Pause besiegte Kentikian am 2. Oktober 2015 Susana Cruz Perez nach Punkten und verteidigte erneut den WBA-Interims-Titel im Fliegengewicht Weiblich und gewann gleichzeitig die Weltmeisterschaft der WIBF.

### 2016
Am 30. Juli 2016 traf Kentikian in ihrer freiwilligen Titelverteidigung auf die Kroatin Nevenka Mikulić. Sie gewann den Kampf über zehn Runden einstimmig nach Punkten und blieb Weltmeisterin.

## Medienpräsenz
Am Anfang ihrer Profilaufbahn erschienen Berichte über Kentikian vor allem in der Hamburger Lokalpresse und in verschiedenen deutschen Printmedien. Dabei war für die Presse im Besonderen ihre schwierige Lebensgeschichte von Interesse, was unter anderem Vergleiche mit dem Boxfilm Million Dollar Baby schuf. Außerdem wurde sie in den Medien auf Grund ihrer geringen Körpergröße oftmals als „kleinste Profiboxerin Deutschlands“ beschrieben. Sie galt bereits zu Beginn ihrer Profikarriere als eines der großen Talente in der deutschen Boxszene, und die Presse handelte sie als potenzielle Nachfolgerin von Rekordweltmeisterin Regina Halmich – ein Ziel, das sie sich auch selbst setzte.
2007 wurde sie durch die Kooperation zwischen ProSieben und Spotlight Boxing einem größeren Publikum bekannt. Neben der Liveübertragung ihrer Boxkämpfe im Rahmen der „ProSieben Fight Night“ trat sie außerdem mehrmals in der Unterhaltungssendung TV total auf und absolvierte mit Stefan Raab vor dessen Rückkampf gegen Halmich ein Sparring über vier Runden. Sie nahm im März 2007 an der 5. Wok-Weltmeisterschaft in Innsbruck teil und gewann dort zusammen mit Sven Hannawald, Christina Surer und Markus Beyer den Wettbewerb im Vierer-Wok. Ihre erste Titelverteidigung gegen die uruguayische Boxerin María José Núnez im Rahmen des Schaukampfes zwischen Halmich und Raab, ihr bis heute meistgesehener Kampf, verfolgten 4,69 Millionen Zuschauer.
Daneben besuchte ein Fernsehteam des WDR Kentikian und ihre Familie über den Zeitraum eines Jahres; die Dokumentation schildert ihren sportlichen und persönlichen Werdegang und wurde im Juni 2007 im Ersten ausgestrahlt. Kentikian engagierte sich im Europäischen Jahr des interkulturellen Dialogs 2008 als Botschafterin in Deutschland, um Menschen über die Vorteile von Vielfalt zu informieren und für einen interkulturellen Austausch zu begeistern. Außerdem war sie das Gesicht von „5 macht fit!“, einer Initiative der Deutschen Betriebskrankenkasse für fünf Minuten Bewegung am Tag.
2009 war sie im Rahmen einer Challenge zu Gast in der Sendung Big Brother.
Seit 2010 ist sie Schirmherrin für die Initiative „Lebensbaum für Armenien“. Die gemeinnützige Stiftung hat es sich zum Ziel gesetzt, durch die Anlage von Walnussplantagen eine dauerhafte Existenzgrundlage für bis zu 200 armenische Familien zu schaffen, behinderte Kinder zu unterstützen und soziale Einrichtungen zu fördern. „Lebensbaum für Armenien“ soll als Vorzeigeprojekt armenischer und deutscher Partnerschaft nicht nur „Hilfe zur Selbsthilfe“ bieten, sondern Impulse für mehr unternehmerische Engagements setzen. 2011 war sie in einer Nebenrolle in Klaus Wirbitzkys Kinofilm Der Himmel hat vier Ecken zu sehen. Sie spielte eine kasachischstämmige Boxerin am Anfang ihrer Profikarriere. 2010 hatte sie in dem Musikvideo Weg eines Kriegers der Hip-Hop-Gruppe Berlins Most Wanted einen Gastauftritt. 2017 nahm sie an der zehnten Staffel der Tanzshow Let’s Dance teil. 2019 trat sie in der ersten Staffel der ProSieben-Sendung The Masked Singer als „Monster“ an und belegte den vierten Platz.
2020 gehörte sie zu den prominenten Kandidaten der Kochshow MasterChef Celebrity auf Sky One.

## Box-Titel und Auszeichnungen
Amateur-Titel
- Hamburger Meisterin der Juniorinnen – 2001 bis 2004[7]
- Norddeutsche Meisterin der Juniorinnen – 2003 und 2004[14]
- Deutsche Meisterin der Juniorinnen – 2004[11]

Profi-Titel
- Internationale Deutsche Meisterin im Fliegengewicht – am 25. Juli 2006 (später niedergelegt)[14]
- WIBF InterContinental Meisterin im Fliegengewicht – am 9. September 2006 (später niedergelegt)[14]
- WBA-Weltmeisterin im Fliegengewicht – 16. Februar 2007[14] bis 16. Mai 2012
- WIBF-Weltmeisterin im Fliegengewicht – 7. Dezember 2007[14] bis 16. Mai 2012
- WBO-Weltmeisterin im Fliegengewicht – 10. Oktober 2009[14] bis 16. Mai 2012

Auszeichnungen
- Hamburgs Sportlerin des Jahres 2007[40]
- Beste WBA Boxerin 2007/2008[41]
- Deutschlands Boxerin des Jahres 2008[26]

## Liste der Profikämpfe
| Jahr | Tag           | Halle/Ort                                   | Gegnerin                 | Kampfziel                                                      | Ergebnis für Kentikian               |
| ---- | ------------- | ------------------------------------------- | ------------------------ | -------------------------------------------------------------- | ------------------------------------ |
| 2005 | 15. Januar    | Bördelandhalle, Magdeburg                   | Iliana Boneva            |                                                                | Punktsieg (4 Runden)                 |
| 2005 | 26. Februar   | Color Line Arena, Hamburg                   | Debbie Lohmaier          |                                                                | Sieg / KO 1. Runde                   |
| 2005 | 29. März      | Sporthalle Wandsbek, Hamburg-Wandsbek       | Lucie Hornakova          |                                                                | Sieg / TKO 1. Runde                  |
| 2005 | 7. Mai        | Volkswagen Halle Braunschweig, Braunschweig | Juliia Vlasenko          |                                                                | Sieg / TKO 3. Runde                  |
| 2005 | 4. Juni       | Ballhaus Arena, Aschersleben                | Albena Atseva            |                                                                | Sieg / TKO 2. Runde                  |
| 2005 | 2. Juli       | Color Line Arena, Hamburg                   | Simona Pencakova         |                                                                | Sieg / TKO 2. Runde                  |
| 2005 | 17. September | Harzlandhalle, Ilsenburg (Harz)             | Renata Vesecka           |                                                                | Sieg / TKO 4. Runde                  |
| 2005 | 29. Oktober   | TURM Erlebnis City, Oranienburg             | Svetla Taskova           |                                                                | Sieg / TKO 2. Runde                  |
| 2005 | 13. Dezember  | Freizeit Arena, Sölden (Ötztal)             | Maria Kriwoschapkina     |                                                                | Punktsieg (6 Runden)                 |
| 2006 | 14. Januar    | Ballhaus Arena, Aschersleben                | Emilina Metodieva        |                                                                | Sieg / TKO 4. Runde                  |
| 2006 | 30. April     | Maritim Hotel, Magdeburg                    | Evgenia Zablotskaja      |                                                                | Sieg / TKO 2. Runde                  |
| 2006 | 25. Juli      | Sportschule Sachsenwald, Hamburg            | Daniela Graf             | vakante Internationale Deutsche Meisterschaft                  | Punktsieg (10 Runden)                |
| 2006 | 9. September  | Bördelandhalle, Magdeburg                   | Maribel Zurita           | vakante WIBF-InterContinental-Weltmeisterschaft                | Sieg / TKO 4. Runde                  |
| 2006 | 21. November  | Universum-Gym, Hamburg-Wandsbek             | Maya Frenzel             | WIBF-InterContinental Titelverteidigung                        | Sieg / TKO 4. Runde                  |
| 2007 | 16. Februar   | Fight Night Arena, Köln                     | Carolina Alvarez         | vakante WBA-Weltmeisterschaft                                  | Sieg / TKO 9. Runde                  |
| 2007 | 30. März      | KölnArena, Köln                             | María José Núñez         | WBA-Titelverteidigung                                          | Sieg / TKO 3. Runde                  |
| 2007 | 25. Mai       | Fight Night Arena, Köln                     | Nadia Hokmi              | WBA-Titelverteidigung                                          | Punktsieg (10 Runden)                |
| 2007 | 7. September  | Castello, Düsseldorf                        | Shanee Martin            | WBA-Titelverteidigung                                          | Sieg / TKO 3. Runde                  |
| 2007 | 7. Dezember   | Alsterdorfer Sporthalle, Hamburg            | Nadia Hokmi              | WBA-Titelverteidigung und vakante WIBF-Weltmeisterschaft       | Punktsieg (10 Runden)                |
| 2008 | 29. Februar   | Alsterdorfer Sporthalle, Hamburg            | Sarah Goodson            | WBA- und WIBF-Titelverteidigung                                | Sieg / TKO 3. Runde                  |
| 2008 | 10. Mai       | Brandberge Arena, Halle an der Saale        | Mary Ortega              | WBA- und WIBF-Titelverteidigung                                | Sieg / TKO 1. Runde                  |
| 2008 | 29. August    | Castello, Düsseldorf                        | Hagar Shmoulefeld Finer  | WBA- und WIBF-Titelverteidigung                                | Punktsieg (10 Runden)                |
| 2008 | 5. Dezember   | Brandberge Arena, Halle an der Saale        | Anastassija Toktaulowa   | WBA- und WIBF-Titelverteidigung                                | Punktsieg (10 Runden)                |
| 2009 | 20. März      | Alsterdorfer Sporthalle, Hamburg            | Elena Reid               | WBA- und WIBF-Titelverteidigung                                | Punktsieg (10 Runden)                |
| 2009 | 4. Juli       | Color Line Arena, Hamburg                   | Carolina Gutierrez Gaite | WBA- und WIBF-Titelverteidigung                                | Punktsieg (10 Runden)                |
| 2009 | 10. Oktober   | Stadthalle, Rostock                         | Julia Sahin              | vakante WBO-Weltmeisterschaft, WBA- und WIBF-Titelverteidigung | Punktsieg (10 Runden)                |
| 2010 | 24. April     | Alsterdorfer Sporthalle, Hamburg            | Nadia Raoui              | WBA-, WBO- und WIBF-Titelverteidigung                          | Punktsieg (10 Runden)                |
| 2010 | 17. Juli      | Sport- und Kongresshalle, Schwerin          | Arely Mucino             | WBA-, WBO- und WIBF-Titelverteidigung                          | Abbruch ohne Wertung in der 3. Runde |
| 2011 | 26. März      | Universum-Gym, Hamburg-Wandsbek             | Ana Arrazola             | WIBF-Titelverteidigung                                         | Punktsieg (10 Runden)                |
| 2011 | 21. Oktober   | Brandenburg-Halle, Frankfurt (Oder)         | Teeraporn Pannimit       | WBA-, WBO- und WIBF-Titelverteidigung                          | Punktsieg (10 Runden)                |
| 2012 | 16. Mai       | Brandenburg-Halle, Frankfurt (Oder)         | Melissa McMorrow         | WBA-, WBO- und WIBF-Titelverteidigung                          | Niederlage nach Punkten (10 Runden)  |
| 2012 | 1. Dezember   | Castello, Düsseldorf                        | Carina Moreno            | vakante WBA-Weltmeisterschaft                                  | Niederlage nach Punkten (10 Runden)  |
| 2013 | 1. Februar    | ISS Dome, Düsseldorf                        | Sanae Jah                | WBA-Interim-Weltmeisterschaft                                  | Punktsieg (10 Runden)                |
| 2013 | 6. Juli       | Westfalenhalle, Dortmund                    | Carina Moreno            | WBA-Weltmeisterschaft                                          | Punktsieg (10 Runden)                |
| 2013 | 7. Dezember   | Porsche-Arena, Stuttgart                    | Simona Galassi           | WBA-Weltmeisterschaft                                          | Punktsieg (10 Runden)                |
| 2014 | 31. Mai       | Königpalast, Krefeld                        | Dan-Bi Kim               | WBA-Interim-Weltmeisterschaft                                  | Sieg / TKO 9. Runde                  |
| 2014 | 8. November   | Porsche-Arena, Stuttgart                    | Naoko Fujioka            | WBA-Weltmeisterschaft                                          | Punktsieg (10 Runden)                |
| 2015 | 2. Oktober    | Inselparkhalle, Hamburg-Wilhelmsburg        | Susana Cruz Perez        | WBA-Titelverteidigung und vakante WIBF-Weltmeisterschaft       | Punktsieg (10 Runden)                |
| 2016 | 30. Juli      | Alsterdorfer Sporthalle, Hamburg            | Nevenka Mikulić          | WBA- und WIBF-Titelverteidigung                                | Punktsieg (10 Runden)                |